# Maximum power point tracker

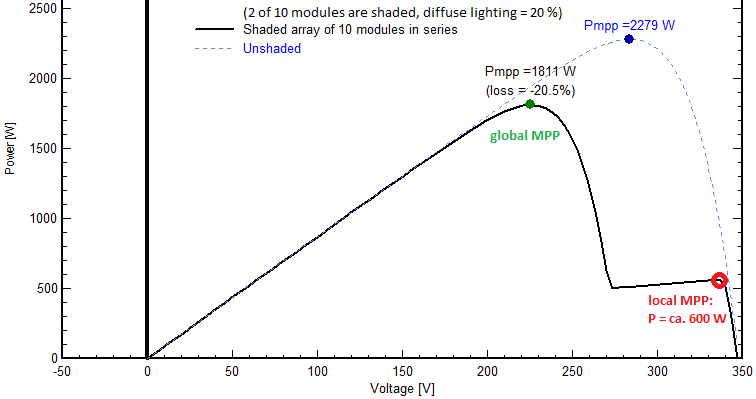
Courbe puissance/tension d'un système photovoltaïque partiellement ombragé, avec MPP local et global marqués.

Un Maximum Power Point Tracking (abrégé MPPT, litt. suivi du point maximal de puissance - SPMP), régulateur MPP ou un tracker MPP est un principe permettant de suivre, comme son nom l'indique, le point de puissance maximale d'un générateur électrique non linéaire. Les systèmes MPPT sont généralement associés avec les générateurs photovoltaïques ou encore avec les générateurs éoliens.

## Intérêt du système
Afin de simplifier la compréhension, l'explication qui suit concerne un système de panneaux photovoltaïques. Un système MPPT est un ensemble de composants incluant des onduleurs, des chargeurs de batteries, et des panneaux solaires. L'objectif est d'obtenir la puissance maximale possible depuis un ou plusieurs panneaux photovoltaïques. L'énergie délivrée par les cellules photovoltaïques dépend d'une équation complexe mettant en relation le rayonnement solaire, la température et la résistance totale du circuit, ce qui conduit à une puissance de sortie non linéaire. Cette puissance peut être analysée dans un graphique I=f(U) à double entrée, en comparant l'intensité I de sortie en fonction d'une tension U (aussi appelée V dans le graphique). Le principe de fonctionnement du système est d'analyser en permanence la sortie du panneau solaire, afin d'appliquer la résistance la plus appropriée pour un environnement et des conditions donnés. Typiquement, les systèmes MPPT sont intégrés dans les convertisseurs électriques qui incluent la conversion de l'intensité I ou de la tension U, le filtrage, et la régulation pour les adapter à la résistance du circuit électrique correspondant à chaque usage, comme un réseau électrique, des batteries ou des moteurs.
Ce raisonnement est applicable en le généralisant à tout système dont l'énergie d'entrée est variable et inconnue. On peut ainsi faire le parallèle avec des applications aussi diverses que l'éolien, l'énergie marine sous différentes formes, les systèmes de transmission d'information par laser pulsé, etc.

## Application au générateur photovoltaïque

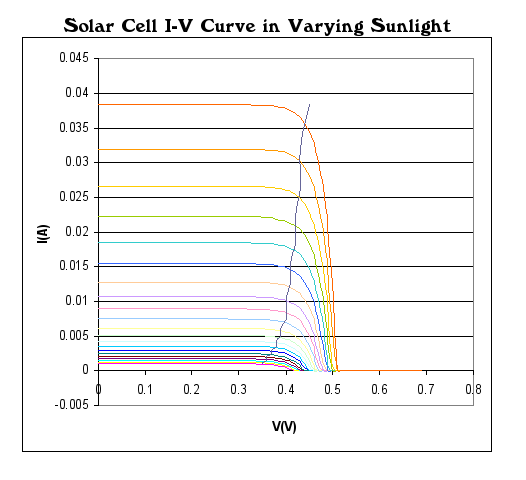
Courbes caractéristiques d'une cellule photovoltaïque, où le point de puissance maximale a été mis en évidence, pour différents ensoleillements.

### Généralités
Un générateur photovoltaïque est un générateur dont la caractéristique {\displaystyle I=f(U)} est fortement non linéaire. En conséquence, pour un même éclairement, la puissance délivrée sera différente selon la résistance instantanée du circuit. Un contrôleur MPPT permet donc de piloter le convertisseur statique reliant le circuit utilisateur (une batterie par exemple) et le panneau photovoltaïque de manière à fournir en permanence le maximum de puissance au circuit utilisateur (la batterie).

### Court rappel de la théorie
La puissance électrique P est le produit de l'intensité I et de la tension U. Ainsi, on maximise la puissance P si on arrive à maximiser leur produit. De plus, avec une intensité I donnée, on peut faire varier la tension U en faisant varier la résistance R, selon la loi d'Ohm. 
Dans le cas d'un panneau solaire, l'intensité maximale possible I est dépendante de la puissance lumineuse reçue par la cellule photovoltaïque. Tant que la puissance demandée ne dépasse pas la capacité de la cellule, l'intensité I est maximisée par l'ensoleillement reçu. Quand la puissance demandée augmente trop, la Tension U baisse, jusqu'à zéro. Dans ce cas, la puissance réellement obtenue est, elle aussi, nulle. Pour maximiser la puissance P réellement obtenue, on va faire varier la tension U circulant dans la cellule, et atteindre la tension U la plus haute possible sans faire baisser l'intensité I. 
On parle d'ailleurs pour les panneaux photovoltaïques de générateurs non linéaires.

### La méthode «Perturbation et Observation» (P&O: «Perturb and Observe»)
La méthode P&O est sans doute la plus naturelle qui vient à l'esprit pour faire une recherche du point maximal de puissance (MPP, Maximum Power Point en anglais). Dans le cas d'une application photovoltaïque, il s'agit d'un algorithme qui  va chercher la valeur optimale par « essai-erreur » : en faisant varier la valeur de la tension U (aussi appelée V dans le graphique), et en analysant la puissance de sortie P, (ou l'intensité de sortie I), l'objectif est de maximiser P, en augmentant au maximum la tension U sans faire baisser l'intensité I. 
Voici l'algorithme exact :
1. Pour une tension {\displaystyle U_{1}} fixée, on mesure la puissance correspondante {\displaystyle P_{1}} délivrée par le générateur ;
2. Après un certain temps, l'algorithme impose une tension {\displaystyle U_{2}=U_{1}+\Delta U} et mesure également la puissance correspondante {\displaystyle P_{2}} ;
3. Si {\displaystyle P_{2}} est supérieure à {\displaystyle P_{1}} : l'algorithme cherche à imposer une tension plus grande {\displaystyle U_{3}=U_{2}+\Delta U}. Sinon l'algorithme cherchera au contraire à abaisser la tension : {\displaystyle U_{3}=U_{1}-\Delta U}

Ainsi le système adapte en permanence la tension aux bornes du générateur photovoltaïque afin de se rapprocher du point de puissance maximum, sans jamais l'atteindre précisément.
D'autres algorithmes existent ainsi que des solutions entièrement analogiques parfois assez simples à mettre en œuvre, telles que l'Incremental Conductance (InCond), le Ripple Correlation Control (RCC).

## Historique des systèmes MPPT
Les premières utilisations de MPPT remontent à 1968 dans le cadre d'applications spatiales ayant pour générateur électrique des panneaux solaires photovoltaïques[réf. nécessaire].